# Nacht von Borgholzhausen
Die Nacht von Borgholzhausen ist ein Stadtlauf in Borgholzhausen, der seit 1976 stattfindet und vom Sportverein RSV Borgholzhausen, bis 2024 vom LC Solbad Ravensberg, bis 1994 vom TuS Solbad Ravensberg, organisiert wird. Er ist einer der ältesten und bestbesetzten Straßenläufe in Deutschland. Die Strecken sind Rundkurse durch die Stadt. Der 10-km-Lauf führt über 3 Runden.
Ursprünglich ging das Rennen über zehn englische Meilen (16.090 m); seit 2001 wurde diese Distanz als Volkslauf angeboten, während die Elite im abschließenden nächtlichen Hauptlauf über fünf Meilen (8045 m) startete. Im Jahr 2008 wurden Volks- und Hauptlauf zu einem Lauf von sechs englischen Meilen zusammengelegt.
Zum Programm gehören auch ein Firmenlauf über 5 km (auch für Walker), drei Schülerläufe (1,6 km für Grundschüler / 3 km für weiterführende Schulen) und ein Bambinilauf (rund 300 m, ohne Zeitnahme). Außerdem ist in den Hauptlauf der Referees-Run integriert, Deutschland einzige Laufveranstaltung speziell für Fußballschiedsrichter, die seit 2004 mehr als 200 Schiedsrichter nach Borgholzhausen führt.
Nach der Austragung 2013 verkündete der LC Solbad Ravensberg das Ende der Veranstaltung, da sich Hauptorganisator Friedhelm Boschulte aus Altersgründen zurückzog. Innerhalb des Vereins bildete sich jedoch ein neues Veranstaltungsgremium, so dass ab 2014 die „Nacht“ als 10-km-Lauf fortgeführt werden konnte. Aufgrund der COVID-19-Pandemie wurden die Veranstaltungen 2020 und 2021 über mehrere Tage als virtuelle Läufe ohne festen Kurs mit individueller Zeitnahme als „Nacht@Home“ durchgeführt, dabei 2021 über die Distanz von 5 km.

## Statistik

### Streckenrekorde (10 Kilometer)
- Männer: 30:00,9, Taye Kuashu  Äthiopien, 2014
- Frauen: 34:48, Worke Amena  Äthiopien, 2022

### Siegerliste
Quellen: Website des Veranstalters/ARRS/Zeitnahmedienstleister

#### 10 Kilometer
| Datum            | Männer                                    | Zeit (min)                                | Frauen                                    | Zeit (min)                                |
| ---------------- | ----------------------------------------- | ----------------------------------------- | ----------------------------------------- | ----------------------------------------- |
| 21. Jun 2025     | Florian Bochert -2-                       | 31:46                                     | Ilka Wienstroth -3-                       | 37:24                                     |
| 15. Jun 2024     | Florian Bochert                           | 32:28                                     | Sintayehu Kibeko Äthiopien                | 36:34                                     |
| 17. Jun 2023     | Elias Sansar -6-                          | 32:28                                     | Ilka Wienstroth -2-                       | 38:35                                     |
| 18. Jun 2022     | Elias Sansar -5-                          | 33:15                                     | Worke Amena Äthiopien                     | 34:48                                     |
| 13.–20. Jun 2021 | als virtueller Lauf über 5 km ausgetragen | als virtueller Lauf über 5 km ausgetragen | als virtueller Lauf über 5 km ausgetragen | als virtueller Lauf über 5 km ausgetragen |
| 19.–21. Jun 2020 | Elias Sansar (virtuell)                   | 35:52                                     | Ellen Knoepke (virtuell)                  | 45:29                                     |
| 15. Jun 2019     | Elias Sansar -4-                          | 32:12                                     | Stephanie Strate                          | 36:35                                     |
| 16. Jun 2018     | Elias Sansar -3-                          | 32:42                                     | Anke Esser                                | 36:29                                     |
| 17. Jun 2017     | Elias Sansar -2-                          | 32:04                                     | Ilka Wienstroth                           | 40:48                                     |
| 18. Jun 2016     | Elias Sansar                              | 32:18,7                                   | Sabine Engels                             | 40:34,7                                   |
| 20. Jun 2015     | Gadissa Beyene Äthiopien                  | 30:14,0                                   | Yemane Mealat Äthiopien                   | 36:54,2                                   |
| 14. Jun 2014     | Taye Kuashu Äthiopien                     | 30:00,9                                   | Sophia Salzwedel                          | 38:58,7                                   |

#### 6 Meilen
| Datum        | Männer                        | Zeit (min) | Frauen                        | Zeit (min) |
| ------------ | ----------------------------- | ---------- | ----------------------------- | ---------- |
| 15. Jun 2013 | Ilias Fifa Spanien            | 28:27,3    | Letekidan Hailemariam Eritrea | 33:09,7    |
| 16. Jun 2012 | Leonard Kipkoech Langat Kenia | 27:21,8    | Rose Chelimo Kenia            | 31:41,8    |
| 18. Jun 2011 | Tola Bane Äthiopien           | 28:09,1    | Christine Chepkemei Kenia     | 33:01,8    |
| 19. Jun 2010 | Benson Oloisunga Kenia        | 28:13,6    | Gladys Kipsoi Kenia           | 32:08,3    |
| 20. Jun 2009 | Josphat Kutto Kenia           | 28:41,8    | Loise Kangogo Kenia           | 32:36,8    |
| 21. Jun 2008 | Stanley Muiriri Nganga Kenia  | 27:28      | Gladys Otero Kenia            | 31:39      |

#### 5 Meilen
| Datum        | Männer                    | Zeit (min) | Frauen                        | Zeit (min) |
| ------------ | ------------------------- | ---------- | ----------------------------- | ---------- |
| 16. Jun 2007 | Charles Ngolepus -2-      | 22:34      | Beatrice Omwanza Kenia        | 26:05      |
| 17. Jun 2006 | Charles Ngolepus Kenia    | 22:56      | Eunice Jepkorir Kertich Kenia | 25:27      |
| 18. Jun 2005 | Sammy Kipruto Kenia       | 22:39      | Amane Gobena Äthiopien        | 26:00      |
| 19. Jun 2004 | John Kipchumba Kenia      | 23:04      | Carolyne Kiptoo Kenia         | 26:53      |
| 14. Jun 2003 | Joseph Kosgei Kenia       | 22:45      | Beáta Rakonczai Ungarn        | 26:30      |
| 16. Jun 2002 | Tendai Chimusasa Simbabwe | 22:34      | Kathrin Weßel -2-             | 25:50      |
| 16. Jun 2001 | Michael Gottschalk        | 23:16      | Kathrin Weßel                 | 25:59      |

#### 10 Meilen
| Datum        | Männer                              | Zeit (min) | Frauen                          | Zeit (min) |
| ------------ | ----------------------------------- | ---------- | ------------------------------- | ---------- |
| 17. Jun 2000 | Thomas Omwenga Kenia                | 47:17      | Hellen Chepngeno Kenia          | 55:54      |
| 19. Jun 1999 | Eliud Kurgat -2-                    | 47:34      | Pamela Chepchumba -2-           | 56:14      |
| 20. Jun 1998 | Eliud Kurgat Kenia                  | 49:15      | Pamela Chepchumba Kenia         | 57:55      |
| 21. Jun 1997 | Anthony Kiprono Kenia               | 48:26      | Leah Malot Kenia                | 54:20      |
| 15. Jun 1996 | Wilson Musto Kenia                  | 48:07      | Nadeschda Iljina Russland       | 55:16      |
| 17. Jun 1995 | Simon Lopuyet Kenia                 | 47:45      | Joyce Chepchumba Kenia          | 54:45      |
| 17. Jun 1994 | Laban Chege Kenia                   | 47:37      | Tegla Loroupe -2-               | 54:57      |
| 19. Jun 1993 | John Kiprono Kenia                  | 47:58      | Natalja Sorokiwskaja Kasachstan | 56:13      |
| 20. Jun 1992 | Ivan Uvízl Tschechien               | 48:13      | Tegla Loroupe Kenia             | 54:54      |
| 22. Jun 1991 | Flemming Jensen Dänemark            | 48:00      | Katalin Oláh Ungarn             | 54:22      |
| 23. Jun 1990 | Marti ten Kate Niederlande          | 46:58      | Katrin Dörre                    | 54:04      |
| 24. Jun 1989 | Jan Ikov Dänemark                   | 47:31      | Tove Schultz-Lorentzen Dänemark | 55:21      |
| 25. Jun 1988 | Suleiman Nyambui Tansania           | 48:20      | Gabriela Wolf -2-               | 55:00      |
| 27. Jun 1987 | Ahmed Musa Jouda Sudan              | 47:12      | Gabriela Wolf                   | 56:13      |
| Jun 1986     | Mehmet Terzi Türkei                 | 47:05      | Magda Ilands Belgien            | 55:44      |
| Jun 1985     | Herbert Steffny                     | 46:32      | Carla Beurskens -3-             | 54:03      |
| 16. Jun 1984 | Andreas Weniger                     | 47:15      | Carla Beurskens -2-             | 52:36      |
| 18. Jun 1983 | Rudi Verriet Niederlande            | 47:40      | Carla Beurskens Niederlande     | 54:07      |
| Jun 1982     | Ray Crabb Vereinigtes Königreich    | 48:17      | Bernadette Hudy                 | 57:29      |
| 20. Jun 1981 | Steve Kenyon Vereinigtes Königreich | 46:11      | Heidi Hutterer                  | 55:08      |
| Jun 1980     | Domingo Tibaduiza Kolumbien         | 47:24      | Marja Wokke Niederlande         | 55:16      |
| Jun 1979     | Wolf-Dieter Poschmann               | 48:13      | Christa Vahlensieck -3-         | 58:25      |
| Jun 1978     | Jack Fultz Vereinigte Staaten       | 48:29      | Annemarie Hilkenbach            | 59:31      |
| Jun 1977     | Hans-Jürgen Orthmann                | 49:49      | Christa Vahlensieck -2-         | 58:05      |
| Jun 1976     | Jürgen Schulz                       | 52:14      | Christa Vahlensieck             | 58:05      |